# Победник-Великий
Победник-Великий (пол. Pobiednik Wielki) — село в Польщі, у гміні Іґоломія-Вавженьчиці Краківського повіту Малопольського воєводства.
Населення — 488 осіб (2011).
У 1975-1998 роках село належало до Краківського воєводства.

## Демографія
Демографічна структура станом на 31 березня 2011 року:
|          | Загалом | Допрацездатний вік | Працездатний вік | Постпрацездатний вік |
| -------- | ------- | ------------------ | ---------------- | -------------------- |
| Чоловіки | 257     | 46                 | 182              | 29                   |
| Жінки    | 231     | 41                 | 136              | 54                   |
| Разом    | 488     | 87                 | 318              | 83                   |